# Alfredo Mario Ferreiro

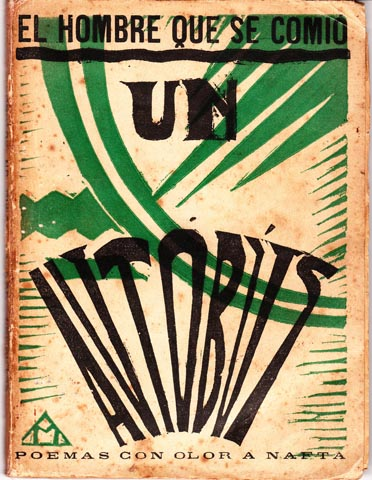

Alfredo Mario Ferreiro (Montevideo, 1º marzo 1899 – Montevideo, 24 giugno 1959) è stato un poeta uruguaiano.

## Biografia
Nato a Montevideo nel 1899. Influenzato dal Futurismo italiano, pubblica nel 1927 L'uomo che si mangiò un autobus. Poesie che sanno di nafta, raccolta di versi divisa in sezioni chiamate rispettivamente “Radiatore”, “Differenziale”, “Carburatore”, “Ruota di scorta”, “Cassetta degli attrezzi” e “Poesie appese alla piattaforma” dove è chiave l'elemento umoristico, felicemente dosato in composizioni che risultano una rilettura e appropriazione originale di vari motivi futuristi. Il suo secondo e ultimo libro Si prega di non dar la mano. (Poesie profilattiche a base d'immagini smerigliate) riprende sia gli slanci comici del primo volume che l'interesse per la modernità e le soluzioni d'avanguardia. 
Fonda la rivista di rinnovamento letterario Cartel, co-diretta con Julio Sigüenza, e uscita fra il 1929 e il 1931. Successivamente abbandona la poesia ma non l'attività culturale, scrivendo per la radio e su vari periodici, fra cui Mundo Uruguayo e Marcha. Muore a Montevideo nel 1959.